# Kateřina z Redernu
Kateřina z Redernu (německy Katharina Schlick / von Redern, 1564 nebo 1553, Nejdek – 29. července 1617, Liberec) byla česká šlechtična původem z hraběcího rodu Šliků.

## Život

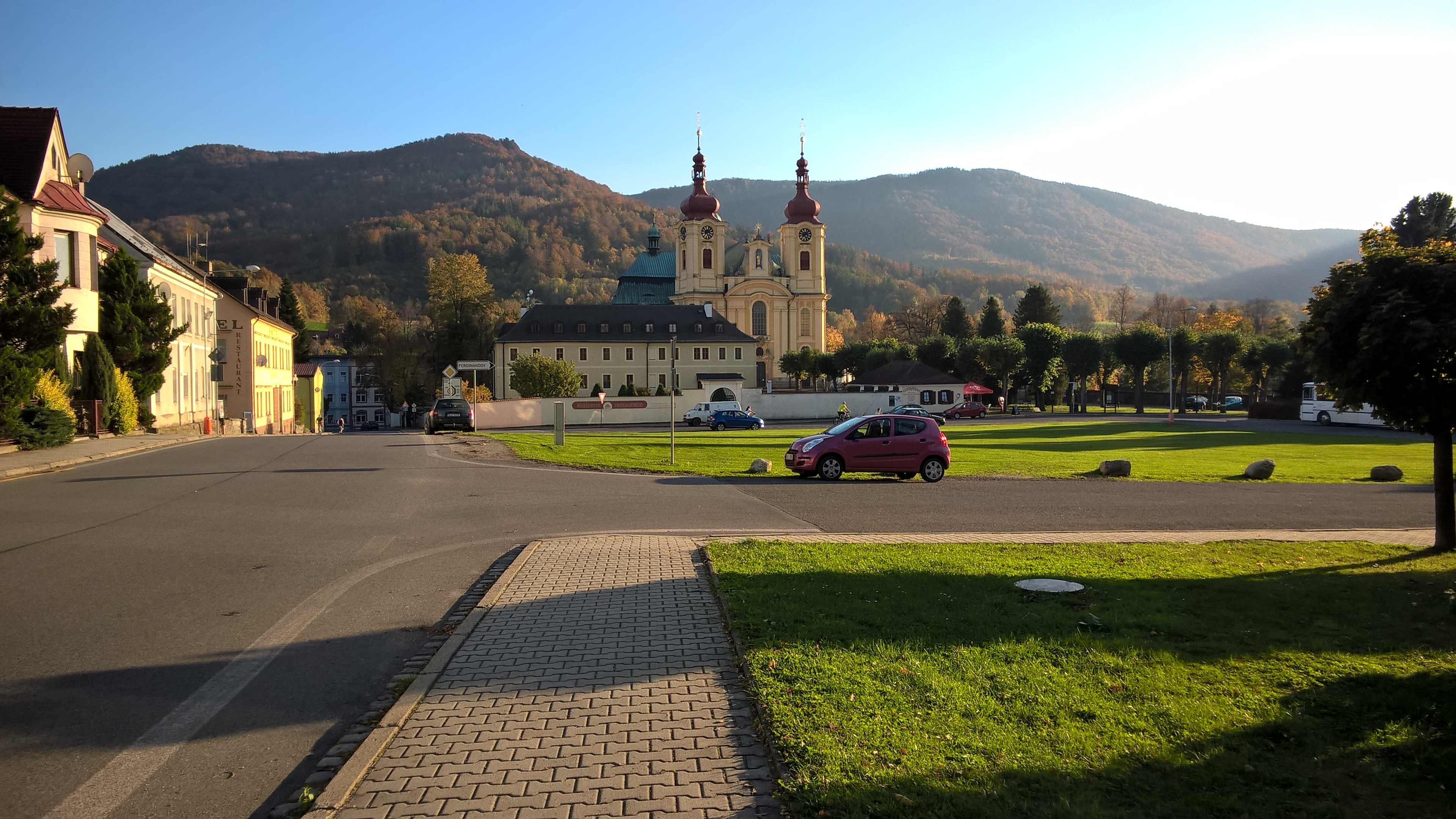
Klášter v Hejnici s poutním kostelem Navštívení Panny Marie

Narodila se zřejmě v roce 1553 nebo 1564 v krušnohorském Nejdku jako dcera českého šlechtice a válečníka Kryštofa Šlika a jeho manželky Barbory Mašťovské z Kolovrat.

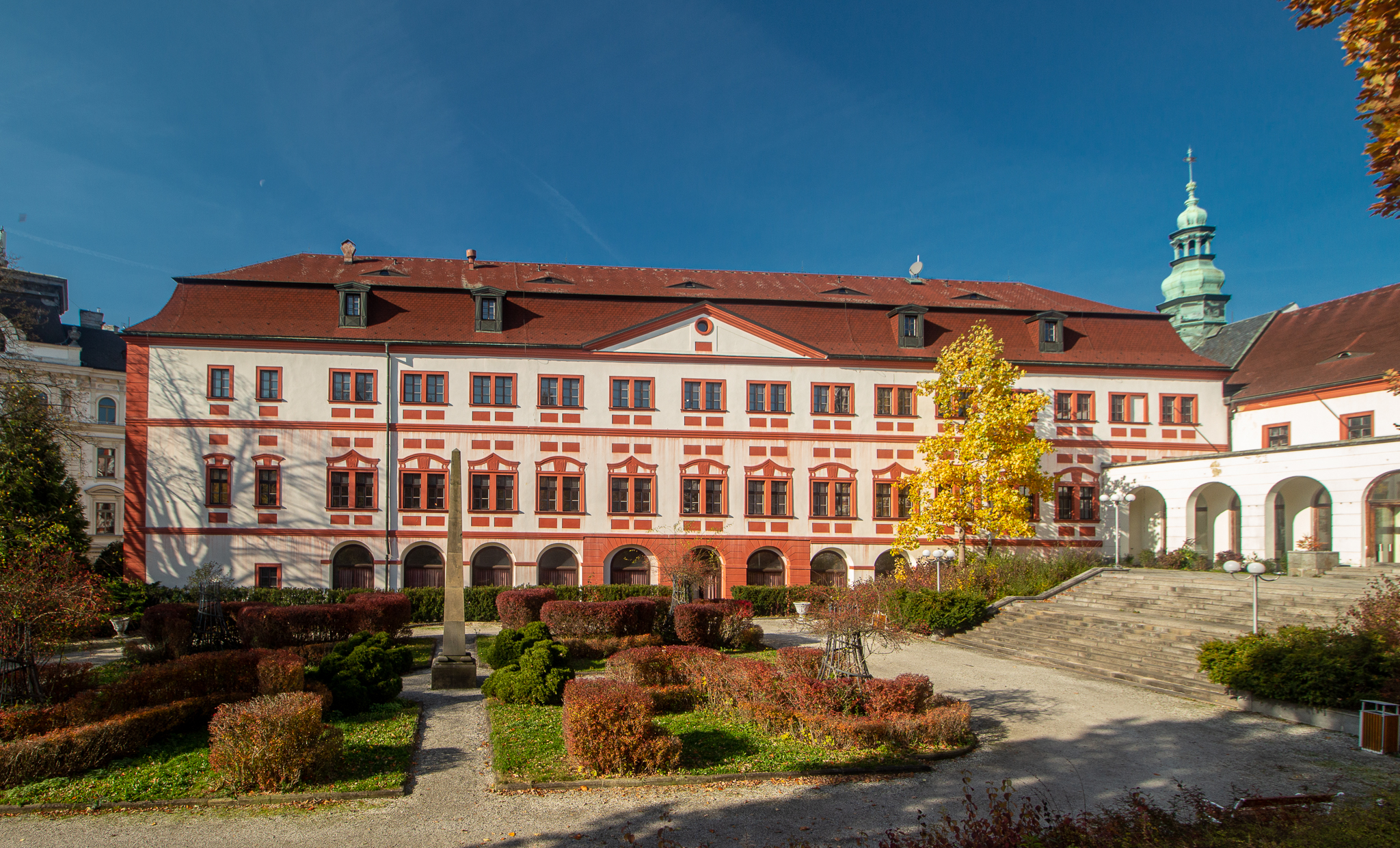
Zámek v Liberci, místo skonu Kateřiny z Redernu

Roku 1582 se provdala za císařského vojevůdce Melchiora z Redernu.
Jako regentka panství Frýdlant, Liberec a Zawidów si nevedla špatně. Rodové sídlo přenesla do Liberce, kde se mimo jiné zasloužila o rozvoj tamního zámku. Tam rodové sídlo zůstalo až do roku 1615, kdy zámek vyhořel. Dále založila obec Kateřinky, pojmenovala také obec Bílý Potok (německy Weißbach), dala zbudovat dva mlýny, tři hamry, poplužní dvůr, dále podporovala důlní, železářské a sklářské podnikání, financovala městské špitály ve Frýdlantu a v Liberci,
Po smrti svého chotě Melchiora 20. září 1600 se stala správkyní rodového majetku Redernů jménem svého syna Kryštofa. Po svém choti zaplatila 70 000 zlatých za jeho dluhy a za 36 960 říšských tolarů pro něho nechala vystavět rodinné mauzoleum ve frýdlantském kostele Nalezení sv. Kříže. 
V roce 1609 jako protestantka nařídila uzavření katolického poutního kostela Panny Marie v Hejnici a celý mobiliář kostela včetně sošky madony převézt na liberecký zámek. Když 2. května 1615 zámek vyhořel, zůstala hejnická soška bez újmy. Po této události Kateřina sošku ještě téhož roku odvezla do Hejnic a vlastnoručně ji umístila na původní místo.
Kateřina z Redernu zemřela 29. července 1617 na zámku v Liberci.

## Odraz vkultuře
Dne 19. prosince 2014 se v libereckém Divadle F. X. Šaldy konala premiéra opery Legenda o Kateřině z Redernu pojednávající o době panování Kateřiny nad frýdlantským panstvím. V opeře vystupuje také postava Albrechta z Valdštejna. Autorkou libreta i hudby je Sylvie Bodorová.

## Rodina
Kateřina měla osm sourozenců:
- Lukrecii
- Viléma
- Jana Ludvíka
- Kryštofa
- Matouše
- Annu Marii
- Levinu
- Štěpána